# Luis Pagani
Luis Alejandro Pagani (Córdoba, Argentina; 28 de junio de 1957) es un empresario y ejecutivo argentino. Fue presidente del grupo Arcor hasta 2023.

## Biografía
Luis Alejandro nació el 28 de junio de 1957 en Córdoba. Es hijo de Fulvio Salvador Pagani, fundador de Grupo Arcor, y Amanda Laura Cagnolo.
Cursó sus estudios secundarios en el Colegio La Salle de la capital cordobesa. Se graduó de contador público en la Universidad Nacional de Córdoba. Ingresó a Grupo Arcor como director comercial en 1986 y asumió su presidencia en 1993. Su gestión se ha caracterizado por el crecimiento, la expansión y la internacionalización regional de la compañía.
Presidió la Asociación Empresaria Argentina (AEA) desde 2002 a 2009, e integra desde entonces la Vicepresidencia de la comisión directiva.

## Reconocimientos
Luis A. Pagani ha recibido numerosos reconocimientos. A nivel internacional, fue el primer empresario latinoamericano en ingresar al Candy Hall of Fame (2000), la más alta distinción que otorga la National Confectionery Sales Association de Estados Unidos.
.
En 2018 fue premiado por la revista Fortuna como el empresario del año. También fue distinguido con el Premio Konex de Brillante 2018, máximo galardón concedido por la Fundación KONEX, por su destacado desempeño en la última década.

## Panamá
En 2016, a raíz de los Panama Papers comenzó a ser investigado por la justicia, ya que figuraba en una lista de argentinos involucrados con cuentas sin declarar en paraísos fiscales.
. Asimismo, sus hermanos Mario y Lilia Pagani aparecían como accionistas de Lafico Group Limited. La familia Pagani, a través de un vocero, sostuvo que estas estructuras eran comunes para contribuyentes con operaciones internacionales y que todas sus actividades se realizaron conforme a la ley.
Desde 2010, se posiciona en el podio del ranking de líderes empresarios del Monitor Empresarial de Reputación Corporativa (MERCO).
Por otra parte, desde 2009 ha sido miembro de número en el Sitial F.S. Pagani de la Academia Nacional de Ciencias de la Empresa y, en 2017, fue designado como Chair de la taskforce de Sustainable Food System del B20, capítulo de negocios del G20.